# Passage Marignan
Pour les articles homonymes, voir Marignan.
Le passage Marignan est une voie du 8e arrondissement de Paris, en France.

## Situation et accès
Le passage Marignan est situé dans le 8e arrondissement de Paris. Il débute au 24, rue de Marignan et se termine au 31, avenue des Champs-Élysées.

## Origine du nom
Il porte ce nom en raison de la proximité de la rue de Marignan.

## Historique

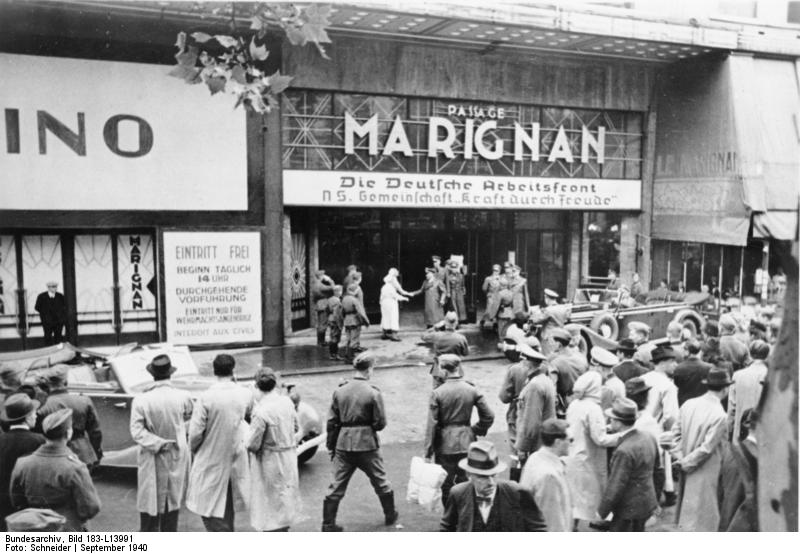
En septembre 1940, durant l'occupation allemande, le dignitaire nazi Robert Ley à l'entrée du passage Marignan depuis l'avenue des Champs-Élysées, lors d'une visite aux services parisiens de l'organisation Kraft durch Freude. Un large panneau portant le nom de celle-ci et celui du Deutsche Arbeitsfront dont elle dépend, surmonte l'accès au passage.